# Jean Michel (dramaturge)
Pour les articles homonymes, voir Jean Michel et Michel.
Jean Michel, né vers 1435 et mort en 1501 à Angers, est un médecin et dramaturge français, auteur d'un Mystère de la Passion représenté à Angers en août 1486.

## Éléments biographiques
On dispose de peu d'éléments sur la biographie de Jean Michel. Il est médecin à Angers, médecin à la cour du roi de France Charles VIII, échevin de la ville d'Angers et docteur-régent en médécine de son université ; il participe à la rédaction des statuts de la faculté de médecine en 1484. Il a épousé Perrine Barraud, fille de Jehan Barraud, bourgeois et échevin d'Angers. Le 19 avril 1488, il est chargé par la ville d'organiser les décors et spectacles pour la venue de Charles VIII,. Il est présent à la cour à Amboise en 1494-1495, pour le service du dauphin. Il meurt fin 1501 ; le 17 janvier 1502 sa veuve demande à la ville le maintien des exemptions d'impôts dont jouissait son mari.

## Œuvre
Jean Michel est l'auteur d'un mystère, le Mystère de la Passion, joué avec succès à Angers du 23 au 26 août 1486 sur la place du Marché ; le texte est plusieurs fois imprimé de 1488 aux années 1550.
Ce  Mistere de la Passion Jesuscrist, en 29 926 vers octosyllabes et divisé en un prologue et quatre journées, est une adaptation et une expansion des deuxième et troisième journées de celui d'Arnoul Gréban, qui avait été mis en scène à Abbeville du 23 au 26 mai 1455. Michel resserre l’action en omettant la première et la quatrième journées de Gréban et en ne mettant en scène que les deux épisodes centraux : la vie publique et la crucifixion de Jésus (il ne représente ni la création et l'enfance de Jésus, ni la résurrection et l'ascension).
Jean Michel ajoute des détails concrets, des personnages secondaires, ainsi que des monologues pour approfondir la psychologie des personnages, expliquer leur comportement et leur destin ; l'intérêt se déplace du mythe de la Passion vers les personnages humains et leur aventure individuelle. Ainsi, dans la deuxième journée, il consacre plusieurs centaines de vers de sa propre composition au personnage de Madeleine, à sa jeunesse mondaine, à ses disputes avec sa sœur Marthe, et à sa conversion ; il évoque les méfaits de Barrabas et des larrons. Pour la première fois dans le théâtre français, Jean Michel reprend des légendes antérieures pour présenter le personnage de Judas comme un parricide incestueux, tuant son père et épousant sa mère,. Certains auteurs ont émis l'hypothèse que la pièce montrait une influence des sermons du dominicain Vincent Ferrier,. 
Aucun manuscrit de ce mystère n'est conservé, mais il fait l'objet de 17 éditions jusqu'en 1542, la première à Poitiers entre août 1486 et 1490, ; les autres exclusivement à Paris, dont deux incunables par Antoine Vérard en 1493-1494 et en 1499. Le texte des éditions du XVIe siècle, dont l'incipit indique : « La Passion de nostre saulveur Jesus Crist, avecques les addicions et corrections faictes par treseloquent et scientiffique docteur maistre Jehan Michel », subit, d'édition en édition, de nombreuses modifications ; plusieurs des éditions renferment non seulement le texte de Jean Michel mais aussi ceux d'autres mystères : la quatrième journée de celui de Greban (la Résurrection), un mystère anonyme mettant en scène la conception, la nativité et
le mariage de la Vierge. 
Le texte du Mystère de Jean Michel, avec ses remaniements, a été en grande partie incorporé au Mystère de la Passion joué à Mons en 1501, et à celui de Valenciennes en 1547.
En 1553, un Mystère de la Passion est représenté à Bessans en Savoie à 1 700 mètres d'altitude dans la Haute-Maurienne ; des fragments des deux manuscrits utilisés ont été conservés : il s'agit d'une version remaniée du mystère de Jean Michel, à partir d'une édition imprimée ,.
Un Mystère de la Résurrection, en 20 000 vers environ, qui a été représenté à Angers en mai 1456 devant René d'Anjou et sa cour, et dont le texte est conservé dans deux manuscrits, dont l'un conservé à la bibliothèque du château de Chantilly, a été imprimé à Paris vers 1492 par Antoine Vérard qui l'attribue à Jean Michel ; cette attribution n'est plus retenue, Vérard était coutumier des attributions fausses, destinées à augmenter la vente de ses publications,,.